# The Michael J. Fox Show
The Michael J. Fox Show é uma série de comédia estrelada por Michael J. Fox A série foi ao ar na NBC nos Estados Unidos a partir de 26 de setembro de 2013, a 23 de janeiro de 2014, quando a série teve em pausa e estava em preparação retomar após 4 de Abril. Posteriormente,  a 10 de Maio de 2014, foi anunciado que The Michael J. Fox Show seria cancelado e os 7 episódios em falta não seriam emitidos.

## Sinopse
Na história, Michael é Mike Burnaby, ex-âncora de um telejornal de Nova Iorque que precisou se afastar da carreira quando foi diagnosticado com o Mal de Parkinson. Agora, tendo aprendido a lidar com os efeitos da doença, ele tenta retornar ao trabalho.
Mike é casado com Annie (Betsy Brandt, de Breaking Bad), uma professora com quem tem três filhos: Ian (Conor Romero), um rapaz que largou a faculdade e voltou a morar com os pais; Eve (Juliette Gogila), uma jovem esperta mas que não gosta de estudar; e Graham (Jack Gore), um menino de sete anos. A família se completa com Leigh (Katie Finneran, de I Hate My Teenage Daughter), irmã de Mike, uma jovem narcisista, solteira e desempregada.

## Elenco
- Michael J. Fox como Michael "Mike" Henry
- Betsy Brandt como Annie Henry
- Juliette Goglia como Eva Henry
- Conor Romero como Ian Henry
- Jack Gore como Graham Henry
- Katie Finneran como Leigh Henry
- Wendell Pierce como Harris Green
- Anne Heche como Susan Rodriguez-Jones
- Brooke Shields  namorada de Ian

## Recepção
A série teve uma recepção positiva da crítica, sendo que muitos elogiaram a interpretação do ator Michael J. Fox, a revista  Entertainment Weekly deu destaque para a série. Alcançou uma pontuação de 64% no Metacritic.
O sucesso da série não se resume apenas nos Estados Unidos, na Austrália, a série foi transmitida pelo canal  Universal Channel a onde marcou ótimos índices de audiência.

## Prêmios e indicações
Em junho de 2013, a série ganhou Choice Award Television Critics 'para mais excitante nova série . Já Fox teve uma indicação para um Globo de Ouro de melhor ator de comédia.